# Phare de Newport Harbor
Le phare de Newport Harbor (en anglais : Newport Harbor Light), est un phare actif situé dans le port de Newport dans le Comté de Newport (État de Rhode Island).
Il est inscrit au Registre national des lieux historiques depuis le 30 mars 1988.

## Histoire
Le premier phare de l'île Goat a été construit entre 1823 et 1824, mais a ensuite été transporté vers l'île Prudence en 1851, où la structure subsiste sous le nom de phare de l'île Prudence.
Le phare actuel a été construit en 1842 à quelques mètres de la côte de Goat Island. Il était relié à l'île de Goat par une digue étroite car le précédent phare avait échoué pour avertir de manière adéquate les navires de la présence d'un récif à quelques mètres de Goat Island. L'appareil d'éclairage d'origine a toutefois été transféré au nouveau phare en 1842.
En 1864, une maison de gardien de phare attenante fut construite. En 1921, un sous-marin a percuté le brise-lames, endommageant la fondation de la maison du gardien. Une lampe électrique a été placée dans la tour l'année suivante. Le logement du gardien endommagé a été démoli par la suite. Après qu'un promoteur privé ait acheté Goat Island dans les années 1960, la terre située entre l'extrémité nord de Goat Island et le phare a été comblé pour la construction d'un hôtel. En 2000, la Garde côtière a loué le phare à la American Lighthouse Foundation (en). Il est géré par le Friends of Newport Harbor Lighthouse.

## Description
Le phare actuel  est une tour octogonale en pierre de granit avec une galerie et une lanterne de 11 m de haut, sur une fondation en granit. La tour est peinte en blanc et la lanterne est noire.Il émet, à une hauteur focale de 10 m, un feu fixe vert. Sa portée est de 11 milles nautiques (environ 20 km).
Identifiant : ARLHS : USA-548 ; USCG : 1-17850 - Amirauté : J0540 .
|          |
| Le phare |

|          |
| Le phare |

### Lien connexe
- Liste des phares au Rhode Island